# Tetanocera kerteszi
Tetanocera kerteszi är en tvåvingeart som beskrevs av Friedrich Georg Hendel 1901. Tetanocera kerteszi ingår i släktet Tetanocera och familjen kärrflugor. Inga underarter finns listade i Catalogue of Life.